# Nowyj Swiet 1-j
Nowyj Swiet 1-j (ros. Новый Свет 1-й) – wieś (sieło) w Rosji, w obwodzie tambowskim, w rejonie żerdiewskim. W 2010 liczyła 288 mieszkańców.